# National Catholic Register
National Catholic Register (skr. NCR), američki je katolički dvotjednik u tiskovnom i mrežnom obliku, u vlasništvu EWTN-a. Utemeljio ga je Matthew J. Smith 8. studenoga 1927., kao nacionalno izdanje Denver Catholic Registera i službeno glasilo Denverske nadbiskupije. Msgr. Smith bio je i prvi urednik Registera.
Pod vodstvom msgr. Smitha, razvijan je nakladnički sustav skupnoga izdavanja biskupijskih glasila zvan „Register System of Newspapers”, koji je okupljao 35 takvih glasila u SAD-u. Vrhunac naklade dosegao je u pedesetima, s oko 700 do 850 tisuća primjeraka. Msgr. Smith utemeljio je 1931. Registerovu novinarsku školu pri Sjemeništu sv. Tome u Denveru.
Godine 1970. tjednik je imao nakladu od oko 112 000 primjeraka. 2013. iznosila je oko 24 700 primjeraka.